# Поли Плъмър
Поли Плъмър е измислена героиня от фентъзи-поредицата за деца на К. С. Луис — „Хрониките на Нарния“. Участва в две от седемте книги в поредицата — „Племенникът на магьосника“ и „Последната битка“.
За първи път Поли е представена в „Племенникът на магьосника“ – шестата публикувана книга, която е първа според хронологията на действието. Поли е единадесетгодишна и живее в Лондон със семейството си. Тя става приятелка с Дигъри.
В „Последната битка“ – последната книга от поредицата (и хронологически, и според датата на публикуване) – Поли вече е възрастна жена.